# Johann Michael Ulrich
Johann Michael Ulrich (* 22. Februar 1782 in Frebershausen; † 11. September 1843 ebenda) war ein deutscher Gutsbesitzer und Politiker.

## Leben
Ulrich war der Sohn des Greben Johannes Ulrich (* 29. November 1756 in Hüddingen; † 24. Dezember 1827 in Frebershausen) und dessen Ehefrau Johanne Sophie geborene Ulrich (getauft 8. März 1753 in Frebershausen; † 5. August 1808 ebenda), die zweite Tochter des Frebershausener Greben Johann Michael (genannt Michel) Ulrich. Er war evangelisch und heiratete am 4. Juli 1808 in Frebershausen Hanna Marie von Drach (* 9. September 1788 in Ellershausen-Lengelmühle; † 8. April 1873 in Frankenberg), die Tochter des kurhessischen Hauptmanns Ehrhard Heinrich von Drach und dessen Ehefrau Agnes geborene Kühne.
Ulrich lebte als Gutsbesitzer in Frebershausen. Er war 1808 Eigentümer des bäuerlichen Anwesens Frankenauer Straße 1 in Frebershausen. 1825 ließ er das Haus neu bauen. 1842 Übergab er das Anwesens und den Betriebs an seinen Sohn Johann Jacob Ulrich. Von 1821 bis zu seinem Tod am 11. September 1843 war er Grebe in seinem Heimatort. Von Juni 1832 bis zu seinem Tod am 11. September 1843 Mitglied des Landstandes des Fürstentums Waldeck. Er wurde für den Bauernstand im Oberjustizamt der Eder gewählt.